# Municipio de Miami (Misuri)
El municipio de Miami (en inglés: Miami Township) es un municipio ubicado en el condado de Saline en el estado estadounidense de Misuri. En el año 2010 tenía una población de 582 habitantes y una densidad poblacional de 2,02 personas por km².

## Geografía
El municipio de Miami se encuentra ubicado en las coordenadas 39°17′11″N 93°12′24″O / 39.28639, -93.20667. Según la Oficina del Censo de los Estados Unidos, el municipio tiene una superficie total de 288.61 km², de la cual 283,3 km² corresponden a tierra firme y (1,84 %) 5,3 km² es agua.

## Demografía
Según el censo de 2010, había 582 personas residiendo en el municipio de Miami. La densidad de población era de 2,02 hab./km². De los 582 habitantes, el municipio de Miami estaba compuesto por el 96,05 % blancos, el 1,72 % eran afroamericanos, el 0,17 % eran amerindios, el 0,17 % eran de otras razas y el 1,89 % eran de una mezcla de razas. Del total de la población el 1,37 % eran hispanos o latinos de cualquier raza.